# 小花金梅
小花金梅（学名：Potentilla amurensis）为蔷薇科翻白草属下的一个种。